# فيلا هيلز
فيلا هيلز (بالإنجليزية: Villa Hills, Kentucky)‏ هي مدينة تقع في مقاطعة كينتون، كنتاكي بولاية كنتاكي في وسط جنوب شرق الولايات المتحدة. تبلغ مساحة هذه المدينة 11.5 (كم²)، وترتفع عن سطح البحر 259 م، بلغ عدد سكانها 7948 نسمة في عام 2000 حسب إحصاء مكتب تعداد الولايات المتحدة وتصل الكثافة السكانية فيها 827.9 نسمة/كم2.

## التركيبة السكانية
حدّد مكتب تعداد الولايات المتحدة بيانات التركيبة السكانية لفيلا هيلز في تعداد الولايات المتحدة. في ما يلي، التركيبة السكانية حسب تعدادي 2000 و2010.

### تعداد عام 2000
بلغ عدد سكان فيلا هيلز 7,948 نسمة بحسب تعداد عام 2000، وبلغ عدد الأسر 2,808 أسرة وعدد العائلات 2,209 عائلة مقيمة في المدينة. في حين سجلت الكثافة السكانية 705.2 نسمة لكل كيلومتر مربع (1,826.5/ميل2). وبلغ عدد الوحدات السكنية 2,855 وحدة بمتوسط كثافة قدره 253.3 لكل كيلومتر مربع (656.0/ميل2).
وتوزع التركيب العرقي للمدينة بنسبة 97.52% من البيض و0.45% من الأمريكيين الأفارقة و0.16% من الأمريكيين الأصليين و0.94% من الأمريكيين ذوي الأصول الآسيوية و0.16% من الأعراق الأخرى و0.75% من عرقين مختلطين أو أكثر و0.84% من الهسبانيون أو اللاتينيون من أي عرق.
بلغ عدد الأسر 2,808 أسرة كانت نسبة 40.6% منها لديها أطفال تحت سن الثامنة عشر تعيش معهم، وبلغت نسبة الأزواج القاطنين مع بعضهم البعض 69.6% من أصل المجموع الكلي للأسر، ونسبة 7.1% من الأسر كان لديها معيلات من الإناث دون وجود شريك،  بينما كانت نسبة 2% من الأسر لديها معيلون من الذكور دون وجود شريكة وكانت نسبة 21.3% من غير العائلات. تألفت نسبة 18.4% من أصل جميع الأسر من عدة أفراد يعيشون في نفس المنزل ونسبة 5.8% كانت تتألف من شخص يعيش بمفرده يبلغ من العمر 65 عاماً أو أكثر. وبلغ متوسط حجم الأسرة المعيشية 2.78، أما متوسط حجم العائلات فبلغ 3.20.
بلغ العمر الوسطي للسكان 39.2 عاماً. وكانت نسبة 26.7% من القاطنين تحت سن الثامنة عشر، وكانت نسبة 7.9% بين الثامنة عشر والرابعة والعشرين عاماً، ونسبة 26.3% كانت واقعةً في الفئة العمرية ما بين الخامسة والعشرين والرابعة والأربعين عاماً، ونسبة 28.8% كانت ما بين الخامسة والأربعين والرابعة والستين، ونسبة 8.5% كانت ضمن فئة الخامسة والستين عاماً فما فوق. يوجد لكل 100 أنثى 99.5 ذكر، ويوجد لكل 100 أنثى في الثامنة عشر من عمرها فما فوق 93.9 ذكر.
بلغ متوسط دخل الأسرة في المدينة 73,523 دولارًا، أما متوسط دخل العائلة فبلغ 79,810 دولارًا. وكان متوسط دخل الذكور 60,792 دولارًا مقابل 34,949 دولارًا للإناث. وسجل دخل الفرد الخاص بالمدينة 34,373 دولارًا. وكانت نسبة 1.5% من العائلات ونسبة 2.5% من السكان تحت خط الفقر، وكان من هؤلاء نسبة 2.1% تحت سن الثامنة عشر ونسبة 9.3% في الخامسة والستين من العمر وما فوق.

### تعداد عام 2010
بلغ عدد سكان فيلا هيلز 7,489 نسمة بحسب تعداد عام 2010، وبلغ عدد الأسر 2,880 أسرة وعدد العائلات 2,126 عائلة مقيمة في المدينة. في حين سجلت الكثافة السكانية 664.5 نسمة لكل كيلومتر مربع (1,721.0/ميل2). وبلغ عدد الوحدات السكنية 3,008 وحدة بمتوسط كثافة قدره 266.9 لكل كيلومتر مربع (691.3/ميل2).
وتوزع التركيب العرقي للمدينة بنسبة 96.33% من البيض و0.69% من الأمريكيين الأفارقة و0.09% من الأمريكيين الأصليين و1.35% من الأمريكيين ذوي الأصول الآسيوية و0.01% من سكان جزر المحيط الهادئ و0.43% من الأعراق الأخرى و1.09% من عرقين مختلطين أو أكثر و1.39% من الهسبانيون أو اللاتينيون من أي عرق.
بلغ عدد الأسر 2,880 أسرة كانت نسبة 31.8% منها لديها أطفال تحت سن الثامنة عشر تعيش معهم، وبلغت نسبة الأزواج القاطنين مع بعضهم البعض 62.7% من أصل المجموع الكلي للأسر، ونسبة 7.9% من الأسر كان لديها معيلات من الإناث دون وجود شريك،  بينما كانت نسبة 3.2% من الأسر لديها معيلون من الذكور دون وجود شريكة وكانت نسبة 26.2% من غير العائلات. تألفت نسبة 21.8% من أصل جميع الأسر من عدة أفراد يعيشون في نفس المنزل ونسبة 6.8% كانت تتألف من شخص يعيش بمفرده يبلغ من العمر 65 عاماً أو أكثر. وبلغ متوسط حجم الأسرة المعيشية 2.56، أما متوسط حجم العائلات فبلغ 3.01.
بلغ العمر الوسطي للسكان 44.7 عاماً. وكانت نسبة 23.3% من القاطنين تحت سن الثامنة عشر، وكانت نسبة 6.6% بين الثامنة عشر والرابعة والعشرين عاماً، ونسبة 20.5% كانت واقعةً في الفئة العمرية ما بين الخامسة والعشرين والرابعة والأربعين عاماً، ونسبة 35.6% كانت ما بين الخامسة والأربعين والرابعة والستين، ونسبة 14% كانت ضمن فئة الخامسة والستين عاماً فما فوق. وتوزع التركيب الجنسي للسكان بنسبة 47.9% ذكور و52.1% إناث.

## أعلام
- بوب ولمان
- بريت ديتز

## وصلات خارجية
- The US50 - Cities and Towns in Kentucky State